# Jessica Ware
Ne doit pas être confondu avec Jessie Ware.
Jessica Lee Ware, née en 1984 à Montréal, est une biologiste et entomologiste évolutionniste canado-américaine. Elle est conservatrice associée au Musée américain d'histoire naturelle de New York, spécialisée dans les libellules (odonates) et les insectes non-holométaboles (qui ne font pas une métamorphose complète). Jessica Ware travaille comme chercheuse au Sackler Institute for Comparative Genomics et est professeure associée à la Richard Gilder Graduate School. Elle étudie l'évolution de la physiologie, du comportement des insectes en particulier celui des libellules et des dictyoptères, ainsi que leur biogéographie. Jessica Ware est connue pour sa contribution à une étude majeure sur la phylogénomique de l'évolution des insectes. Ses recherches ont également permis le développement de la phylogénie moléculaire des hexapodes et ont reçu plusieurs prix.

## Biographie
Jessica Ware naît en 1984 à Montréal au Québec. Elle est la jumelle de l'artiste et activiste Syrus Marcus Ware. Jessica Ware fait remonter son intérêt pour la biologie aux encouragements de ses grands-parents : ils la poussent à collectionner des serpents, des insectes et des grenouilles. Elle fait des études à l'Université de Toronto et obtient un baccalauréat ès sciences en zoologie des invertébrés à l'Université de la Colombie-Britannique à Vancouver en 2001. Après avoir travaillé au Musée d'entomologie de l'Université pour subvenir à ses besoins pendant ses études elle poursuit son parcours en entomologie.
Après avoir obtenu son diplôme, Jessica Ware se rend au Costa Rica pour travailler pendant un semestre avec Diane Srivastava. Elle rapporte que ce séjour a été décisif dans son choix de carrière de chercheuse. Elle ajoute que c'est sa première expérience de travail avec d'autres scientifiques de couleur. Elle soutient son doctorat en 2008 à l'Université Rutgers. Sa thèse porte sur la Systématique moléculaire et morphologique des Libelluloidea (Odonata : Anisoptera) et des Dictyoptera.

## Carrière
En 2010, elle est nommée professeure associée à l'Université Rutgers. Elle est ensuite recrutée comme conservatrice associée au Musée américain d'histoire naturelle de New York en 2020. Elle y est également associée de recherche.
Depuis le 7 mai 2020, elle est élue vice-présidente de la Société d'entomologie d'Amérique,,. De 2019 à 2021, elle est présidente de la Worldwide Dragonfly Association.
Elle contribue à Entomology Today et siège au conseil d'administration de plusieurs revues entomologiques.

## Travaux

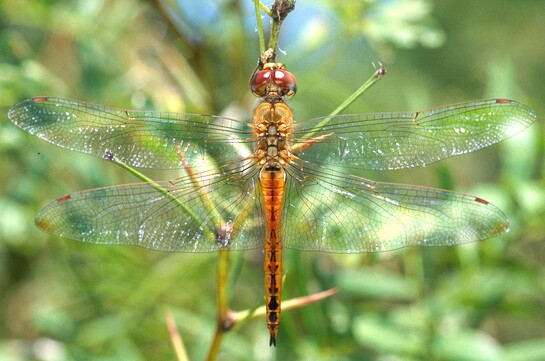
Les libellules, spécialité de Jessica Ware.

Jessica Ware contribue en 2014 à une étude majeure sur la phylogénomique de l'évolution des insectes et développe la phylogénie moléculaire des hexapodes,. Ses travaux de terrain se déroulent sur plusieurs continents.

## Engagement
Jessica Ware est engagée dans la promotion de l'entomologie auprès des femmes et des personnes sous-représentées dans celle-ci. Ses interventions régulières visent ainsi à corriger les injustices issues de la colonisation,. Elle est conférencière invitée à la Marche pour la science de Washington en 2017 et est régulièrement sollicitée dans les médias,.
Elle est co-fondatriste d'Entomologists of Color et co-organise la semaine #BlackInEnto en février 2021. Elle prend régulièrement la parole pour encourager les personnes de couleurs à s'engager dans le domaine scientifique.

## Hommages et distinctions
Jessica Ware est lauréate d'une bourse de carrière de la Fondation nationale pour la science,. En 2008 elle reçoit un prix commémoratif de recherche Snodgrass de la Société d'entomologie d'Amérique  qui reconnaît les recherches exceptionnelles d'une jeune personne diplômée. La même année, elle est l'une des lauréates d'un prix John Henry Comstock remis par la Société d'entomologie d'Amérique. Jessica Ware a également reçu le prix Leader in Faculty Diversity Award. Ce grand prix Rutgers « honore un certain nombre de professeurs qui ont été des leaders dans la promotion de la diversité, de l'inclusion, de l'équité et de l'accès chez Rutgers, que ce soit par le biais de leurs propres recherches universitaires, enseignement, recherche sur l'engagement communautaire et autres formes d'engagement ». En 2019 elle remporte le prix PECASE du gouvernement américain, plus haute distinction décernée par le gouvernement des États-Unis à des scientifiques.

## Vie privée
Jessica Ware est mariée un temps à un entomologiste. Depuis leur séparation elle est mère célibataire de deux enfants. Ware s'identifie comme bisexuelle.

## Principales publications
- Bernhard Misof, Shanlin Liu, Karen Meusemann et Ralph S. Peters, « Phylogenomics resolves the timing and pattern of insect evolution », Science, vol. 346, no 6210,‎ 7 novembre 2014, p. 763–767 (ISSN 0036-8075, PMID 25378627, DOI 10.1126/science.1257570, lire en ligne, consulté le 29 septembre 2021)
- (en) Karyna Rosario, Anisha Dayaram, Milen Marinov et Jessica Ware, « Diverse circular ssDNA viruses discovered in dragonflies (Odonata: Epiprocta) », Journal of General Virology, vol. 93, no 12,‎ 1er décembre 2012, p. 2668–2681 (ISSN 0022-1317 et 1465-2099, DOI 10.1099/vir.0.045948-0, lire en ligne, consulté le 29 septembre 2021)
- Klaas-Douwe B. Dijkstra, Günter Bechly, Seth M. Bybee et Rory A. Dow, « The classification and diversity of dragonflies and damselflies (Odonata). In: Zhang, Z.-Q. (Ed.) Animal Biodiversity: An Outline of Higher-level Classification and Survey of Taxonomic Richness (Addenda 2013)  », Zootaxa, vol. 3703, no 1,‎ 30 août 2013, p. 36 (ISSN 1175-5334 et 1175-5326, DOI 10.11646/zootaxa.3703.1.9, lire en ligne, consulté le 29 septembre 2021)
- (en) Jessica L. Ware, Jesse Litman, Klaus-Dieter Klass et Lauren A. Spearman, « Relationships among the major lineages of Dictyoptera: the effect of outgroup selection on dictyopteran tree topology », Systematic Entomology, vol. 33, no 3,‎ juillet 2008, p. 429–450 (DOI 10.1111/j.1365-3113.2008.00424.x, lire en ligne, consulté le 29 septembre 2021)